# Erwin Simon
Erwin Simon (* 24. September 1908 in Gladbeck; † 20. September 1959 in Caracas, Venezuela) war ein deutscher Schwimmer.

## Karriere
Erwin Simon stellte am 25. Januar 1934 mit einer Zeit von 2:38,3 min einen europäischen Langbahnrekord über 200 m Rücken auf. Dieser bestand bis zum 23. Oktober 1935. Simon startete zudem bei den Olympischen Sommerspielen 1936 in Berlin im Wettkampf über 100 m Rücken. Er schied im Halbfinale aus. Während des Zweiten Weltkriegs zog er nach Venezuela, wo er 1959 in der Hauptstadt Caracas starb.